# Svend Aagesen
Svend Aagesen (llat: Suenus Agois filius) (Segles XII-xiii) El primer historiador danès conegut. Va escriure, per ordre de l'arquebisbe de Lund, una Compendiosa historia regum Daniae a Skioldo ad Canutum VI, que comprèn fets històrics entre el 300 i el 1185, a més d'algunes obres històriques i jurídiques.